# Неманя Видич
Неманя Видич (серб. Немања Видић/Nemanja Vidić; нар. 21 жовтня 1981, Ужиці) — сербський футболіст, що грав на позиції центрального захисника, зокрема за англійський «Манчестер Юнайтед», у складі якого виграв низку національних і міжнародних трофеїв.
Був гравцем національної збірної Сербії.

## Клубна кар'єра
Неманя Видич почав займатися футболом у віці 7 років. Разом зі своїм старшим братом Душаном Неманя тренувався у місцевому клубі «Єдність Ужице».
Два з половиною роки потому, незадовго до свого 15 дня народження, Видич підписав молодіжний контракт з «Црвеною Звездою». З 2000 року він почав виступати на професійному рівні, провівши сезон в 2000/2001 в оренді в клубі «Спартак-Златибор Вода». Уже в наступному сезоні він повернувся в «Црвену Звезду», в якій швидко завоював місце в основі і почав регулярно виступати в чемпіонаті Югославії.
У липні 2004 року Відіч перейшов до клубу російської Прем'єр-ліги «Спартак» (Москва). Відігравши півтора сезони у московському «Спартаку», Видич перейшов в клуб англійської Прем'єр-ліги «Манчестер Юнайтед». МЮ виявляв інтерес до талановитого сербського захисника ще з літа 2003 року, але трансфер відбувся лише два з половиною роки потому, 5 січня 2006 року.
Сербський захисник був частиною команди, що виграла Лігу чемпіонів 2008, перемігши у фінальному матчі лондонський Челсі. Кубок європейських чемпіонів став першим європейським трофеєм Видича. У вересні 2010 року він був призначений тимчасовим, а в лютому 2011 року, після завершення кар'єри Гарі Невіллом, постійним капітаном «Манчестер Юнайтед».
5 березня 2014 Неманья Видич підписав контракт з італійським клубом «Інтернаціонале», в якому через півтора року офіційно завершив кар'єру.

## Виступи за збірні
2002 року дебютував в офіційних матчах у складі національної збірної Сербії і Чорногорії, у складі якої був учасником чемпіонату світу 2006 року у Німеччині.
Після розпаду країни продовжив кар'єру у складі збірної Сербії, взявши участь у чемпіонаті світу 2010 року у ПАР.

## Статистика виступів

### Статистика клубних виступів
| Сезон                         | Команда                       | Чемпіонат                     | Чемпіонат | Чемпіонат | Національний кубок | Національний кубок | Національний кубок | Континентальні кубки | Континентальні кубки | Континентальні кубки | Інші змагання | Інші змагання | Інші змагання | Усього | Усього |
| Сезон                         | Команда                       | Ліга                          | Ігор      | Голів     | Ліга               | Ігор               | Голів              | Ліга                 | Ігор                 | Голів                | Ліга          | Ігор          | Голів         | Ігор   | Голів  |
| ----------------------------- | ----------------------------- | ----------------------------- | --------- | --------- | ------------------ | ------------------ | ------------------ | -------------------- | -------------------- | -------------------- | ------------- | ------------- | ------------- | ------ | ------ |
| 1999–00                       | «Црвена Звезда»               | ПЛ                            | 0         | 0         | КЮ                 | 0                  | 0                  | -                    | -                    | -                    | -             | -             | -             | 0      | 0      |
| 2000–01                       | «Спартак» (Суботиця)          | ПЛ                            | 27        | 6         | КЮ                 | 0                  | 0                  | -                    | -                    | -                    | -             | -             | -             | 27     | 6      |
| 2001–02                       | «Црвена Звезда»               | ПЛ                            | 22        | 2         | КЮ                 | 5                  | 0                  | ЛЧ                   | 2                    | 0                    | -             | -             | -             | 29     | 2      |
| 2002–03                       | «Црвена Звезда»               | ПЛ                            | 25        | 5         | КЮ                 | 4                  | 1                  | КУЄФА                | 6                    | 0                    | -             | -             | -             | 35     | 6      |
| 2003–04                       | «Црвена Звезда»               | ПЛ                            | 20        | 5         | КСЧ                | 5                  | 0                  | КУЄФА                | 6                    | 3                    | -             | -             | -             | 31     | 8      |
| Усього за «Црвену Звезду»     | Усього за «Црвену Звезду»     | Усього за «Црвену Звезду»     | 67        | 12        |                    | 14                 | 1                  |                      | 14                   | 3                    |               | -             | -             | 95     | 16     |
| 2004                          | «Спартак» (Москва)            | ПЛ                            | 12        | 2         | КР                 | 1                  | 0                  | -                    | -                    | -                    | -             | -             | -             | 13     | 2      |
| 2005-січ. 2006                | «Спартак» (Москва)            | ПЛ                            | 27        | 2         | КР                 | 1                  | 0                  | -                    | -                    | -                    | -             | -             | -             | 28     | 2      |
| Усього за «Спартак» (Москва)  | Усього за «Спартак» (Москва)  | Усього за «Спартак» (Москва)  | 39        | 4         |                    | 2                  | 0                  |                      | -                    | -                    |               | -             | -             | 41     | 4      |
| січ.-черв. 2006               | «Манчестер Юнайтед»           | ПЛ                            | 11        | 0         | КА+КЛ              | 2+2                | 0                  | ЛЧ                   | 0                    | 0                    | -             | -             | -             | 15     | 0      |
| 2006–07                       | «Манчестер Юнайтед»           | ПЛ                            | 25        | 3         | КА+КЛ              | 5+0                | 0                  | ЛЧ                   | 8                    | 1                    | -             | -             | -             | 38     | 4      |
| 2007–08                       | «Манчестер Юнайтед»           | ПЛ                            | 32        | 1         | КА+КЛ              | 3+0                | 0                  | ЛЧ                   | 9                    | 0                    | СА            | 1             | 0             | 45     | 1      |
| 2008–09                       | «Манчестер Юнайтед»           | ПЛ                            | 34        | 4         | КА+КЛ              | 4+4                | 0                  | ЛЧ                   | 9                    | 1                    | СА+СУ+КЧС     | 1+1+2         | 0+1+1         | 55     | 7      |
| 2009–10                       | «Манчестер Юнайтед»           | ПЛ                            | 24        | 1         | КА+КЛ              | 0+2                | 0                  | ЛЧ                   | 7                    | 0                    | -             | -             | -             | 33     | 1      |
| 2010–11                       | «Манчестер Юнайтед»           | ПЛ                            | 35        | 5         | КА+КЛ              | 2+0                | 0                  | ЛЧ                   | 9                    | 0                    | СА            | 1             | 0             | 47     | 5      |
| 2011–12                       | «Манчестер Юнайтед»           | ПЛ                            | 6         | 0         | КА+КЛ              | 0+1                | 0                  | ЛЧ+ЛЄ                | 2+0                  | 0                    | СА            | 1             | 0             | 10     | 0      |
| 2012–13                       | «Манчестер Юнайтед»           | ПЛ                            | 19        | 1         | КА+КЛ              | 2+0                | 0                  | ЛЧ                   | 2                    | 0                    | -             | -             | -             | 23     | 1      |
| 2013–14                       | «Манчестер Юнайтед»           | ПЛ                            | 25        | 0         | КА+КЛ              | 0+2                | 1                  | ЛЧ                   | 6                    | 1                    | СА            | 1             | 0             | 34     | 2      |
| Усього за «Манчестер Юнайтед» | Усього за «Манчестер Юнайтед» | Усього за «Манчестер Юнайтед» | 211       | 15        |                    | 29                 | 1                  |                      | 52                   | 3                    |               | 8             | 2             | 300    | 21     |
| 2014–15                       | «Інтернаціонале»              | A                             | 23        | 1         | КІ                 | 0                  | 0                  | ЛЄ                   | 5                    | 0                    | -             | -             | -             | 28     | 1      |
| 2015-січ.2016                 | «Інтернаціонале»              | A                             | 0         | 0         | КІ                 | 0                  | 0                  | -                    | -                    | -                    | -             | -             | -             | 0      | 0      |
| Усього за «Інтернаціонале»    | Усього за «Інтернаціонале»    | Усього за «Інтернаціонале»    | 23        | 1         |                    | 0                  | 0                  |                      | 5                    | 0                    |               | -             | -             | 28     | 1      |
| Усього за кар'єру             | Усього за кар'єру             | Усього за кар'єру             | 367       | 38        |                    | 45                 | 2                  |                      | 71                   | 6                    |               | 8             | 2             | 491    | 48     |

### Статистика виступів за збірну
| Дата       | Місто         | Господарі            | Результат | Гості                | Турнір            | Голи | Примітки |
| ---------- | ------------- | -------------------- | --------- | -------------------- | ----------------- | ---- | -------- |
| 12-10-2002 | Неаполь       | Італія               | 1 – 1     | Сербія та Чорногорія | Відбір до ЧЄ 2004 | -    |          |
| 16-10-2002 | Белград       | Сербія та Чорногорія | 2 – 0     | Фінляндія            | Відбір до ЧЄ 2004 | -    | 40'      |
| 20-11-2002 | Сен-Дені      | Франція              | 3 – 0     | Сербія та Чорногорія | товариський матч  | -    |          |
| 30-04-2003 | Бремен        | Німеччина            | 1 – 0     | Сербія та Чорногорія | товариський матч  | -    |          |
| 3-6-2003   | Лестер        | Англія               | 2 – 1     | Сербія та Чорногорія | товариський матч  | -    | 81' 82'  |
| 7-6-2003   | Гельсінкі     | Фінляндія            | 3 – 0     | Сербія та Чорногорія | Відбір до ЧЄ 2004 | -    |          |
| 18-8-2004  | Любляна       | Словенія             | 1 – 1     | Сербія та Чорногорія | товариський матч  | -    |          |
| 4-9-2004   | Серравалле    | Сан-Марино           | 0 – 3     | Сербія та Чорногорія | Відбір до ЧС 2006 | -    | 44'      |
| 17-11-2004 | Брюссель      | Бельгія              | 0 – 2     | Сербія та Чорногорія | Відбір до ЧС 2006 | -    |          |
| 9-2-2005   | Софія (місто) | Болгарія             | 0 – 0     | Сербія та Чорногорія | товариський матч  | -    |          |
| 30-3-2005  | Белград       | Сербія та Чорногорія | 0 – 0     | Іспанія              | Відбір до ЧС 2006 | -    |          |
| 4-6-2005   | Белград       | Сербія та Чорногорія | 0 – 0     | Бельгія              | Відбір до ЧС 2006 | -    |          |
| 15-8-2005  | Київ          | Польща               | 3 – 2     | Сербія та Чорногорія | товариський матч  | 1    |          |
| 17-8-2005  | Київ          | Україна              | 2 – 1     | Сербія               | товариський матч  | -    | 46'      |
| 3-9-2005   | Белград       | Сербія та Чорногорія | 2 – 0     | Литва                | Відбір до ЧС 2006 | -    |          |
| 7-9-2005   | Мадрид        | Іспанія              | 1 – 1     | Сербія та Чорногорія | Відбір до ЧС 2006 | -    |          |
| 8-10-2005  | Вільнюс       | Литва                | 0 – 2     | Сербія та Чорногорія | Відбір до ЧС 2006 | -    |          |
| 12-10-2005 | Белград       | Сербія та Чорногорія | 1 – 0     | Боснія і Герцеговина | Відбір до ЧС 2006 | -    | 76', 84' |
| 1-3-2006   | Туніс (місто) | Туніс                | 0 – 1     | Сербія та Чорногорія | товариський матч  | -    | 77'      |
| 27-5-2006  | Белград       | Сербія та Чорногорія | 1 – 1     | Уругвай              | товариський матч  | 1    | 63' 84'  |
| Усього     |               | Матчів               | 20        |                      | Голів             | 1    |          |

| Дата       | Місто                   | Господарі          | Результат | Гості             | Турнір             | Голи | Примітки   |
| ---------- | ----------------------- | ------------------ | --------- | ----------------- | ------------------ | ---- | ---------- |
| 7-10-2006  | Белград                 | Сербія             | 1 – 0     | Бельгія           | Відбір до ЧЄ 2008  | -    |            |
| 15-11-2006 | Белград                 | Сербія             | 1 – 1     | Норвегія          | товариський матч   | 1    | 46'        |
| 24-3-2007  | Алмати                  | Казахстан          | 2 – 1     | Сербія            | Відбір до ЧЄ 2008  | -    | кап. 63'   |
| 28-3-2007  | Белград                 | Сербія             | 1 – 1     | Португалія        | Відбір до ЧЄ 2008  | -    |            |
| 2-6-2007   | Гельсінкі               | Фінляндія          | 0 – 2     | Сербія            | Відбір до ЧЄ 2008  | -    |            |
| 22-8-2007  | Брюссель                | Бельгія            | 3 – 2     | Сербія            | Відбір до ЧЄ 2008  | -    | 90+4'      |
| 12-9-2007  | Лісабон                 | Португалія         | 1 – 1     | Сербія            | Відбір до ЧЄ 2008  | -    | 59'        |
| 6-2-2008   | Скоп'є                  | Північна Македонія | 1 – 1     | Сербія            | товариський матч   | -    | кап. 67'   |
| 26-3-2008  | Київ                    | Україна            | 2 – 0     | Сербія            | товариський матч   | -    | 73'        |
| 28-5-2008  | Бурггаузен (Альтеттінг) | Росія              | 2 – 1     | Сербія            | товариський матч   | -    | кап. 46'   |
| 31-5-2008  | Гельзенкірхен           | Німеччина          | 2 – 1     | Сербія            | товариський матч   | -    | кап.       |
| 6-9-2008   | Белград                 | Сербія             | 2 – 0     | Фарерські острови | Відбір до ЧС 2010  | -    |            |
| 10-9-2008  | Сен-Дені                | Франція            | 2 – 1     | Сербія            | Відбір до ЧС 2010  | -    |            |
| 11-10-2008 | Белград                 | Сербія             | 3 – 0     | Литва             | Відбір до ЧС 2010  | -    | 73'        |
| 15-10-2008 | Відень                  | Австрія            | 1 – 3     | Сербія            | Відбір до ЧС 2010  | -    |            |
| 19-11-2008 | Белград                 | Сербія             | 6 – 1     | Болгарія          | товариський матч   | -    | 46'        |
| 10-2-2009  | Нікосія                 | Кіпр               | 0 – 2     | Сербія            | товариський матч   | -    |            |
| 28-3-2009  | Констанца               | Румунія            | 2 – 3     | Сербія            | Відбір до ЧС 2010  | -    |            |
| 1-4-2009   | Белград                 | Сербія             | 2 – 0     | Швеція            | товариський матч   | -    |            |
| 6-6-2009   | Белград                 | Сербія             | 1 – 0     | Австрія           | Відбір до ЧС 2010  | -    | 46'        |
| 9-9-2009   | Белград                 | Сербія             | 1 – 1     | Франція           | Відбір до ЧС 2010  | -    |            |
| 10-10-2009 | Белград                 | Сербія             | 5 – 0     | Румунія           | Відбір до ЧС 2010  | -    | 73'        |
| 14-11-2009 | Белфаст                 | Північна Ірландія  | 0 – 1     | Сербія            | товариський матч   | -    | 46'        |
| 18-11-2009 | Лондон                  | Південна Корея     | 0 – 1     | Сербія            | товариський матч   | -    | кап. 72'   |
| 29-5-2010  | Клагенфурт-ам-Вертерзе  | Сербія             | 0 – 1     | Нова Зеландія     | товариський матч   | -    | кап.       |
| 13-6-2010  | Преторія                | Сербія             | 0 – 1     | Гана              | ЧС 2010 - 1-й етап | -    |            |
| 18-6-2010  | Порт-Елізабет           | Німеччина          | 0 – 1     | Сербія            | ЧС 2010 - 1-й етап | -    | 60'        |
| 23-6-2010  | Мбомбела                | Австралія          | 2 – 1     | Сербія            | ЧС 2010 - 1-й етап | -    |            |
| 11-8-2010  | Белград                 | Сербія             | 0 – 1     | Греція            | товариський матч   | -    | кап.       |
| 3-9-2010   | Торсгавн                | Фарерські острови  | 0 – 3     | Сербія            | Відбір до ЧЄ 2012  | -    |            |
| 7-9-2010   | Белград                 | Сербія             | 1 – 1     | Словенія          | Відбір до ЧЄ 2012  | -    | 89'        |
| 8-10-2010  | Белград                 | Сербія             | 1 – 3     | Естонія           | Відбір до ЧЄ 2012  | -    | 87'        |
| 17-11-2010 | Софія (місто)           | Болгарія           | 0 – 1     | Сербія            | товариський матч   | -    | кап. 66'   |
| 29-3-2011  | Таллінн                 | Естонія            | 1 – 1     | Сербія            | Відбір до ЧЄ 2012  | -    | кап.       |
| 10-8-2011  | Москва                  | Росія              | 1 – 0     | Сербія            | товариський матч   | -    | кап. 90+2' |
| 11-10-2011 | Марибор                 | Словенія           | 1 – 0     | Сербія            | Відбір до ЧЄ 2012  | -    |            |
| Усього     |                         | Матчів             | 36        |                   | Голів              | 2    |            |

## Досягнення
- Володар Кубка Югославії  (1):

«Црвена Звезда»: 2001-02
- Чемпіон Сербії і Чорногорії (1):

«Црвена Звезда»: 2003-04
- Володар Кубка Сербії і Чорногорії (1):

«Црвена Звезда»: 2003-04
- Чемпіон Англії (5):

«Манчестер Юнайтед»: 2006-07, 2007-08, 2008-09, 2010-11, 2012-13
- Володар Кубка Англії (1):

«Манчестер Юнайтед»: 2003-04
- Володар Кубка Футбольної ліги (3):

«Манчестер Юнайтед»: 2005-06, 2008-09, 2009-10
- Суперкубок Англії (5):

«Манчестер Юнайтед»: 2007, 2008, 2010, 2011, 2013
- Переможець Ліги чемпіонів УЄФА (1):

«Манчестер Юнайтед»: 2007-08
- Чемпіон світу серед клубів (1):

«Манчестер Юнайтед»: 2008